# Euphon

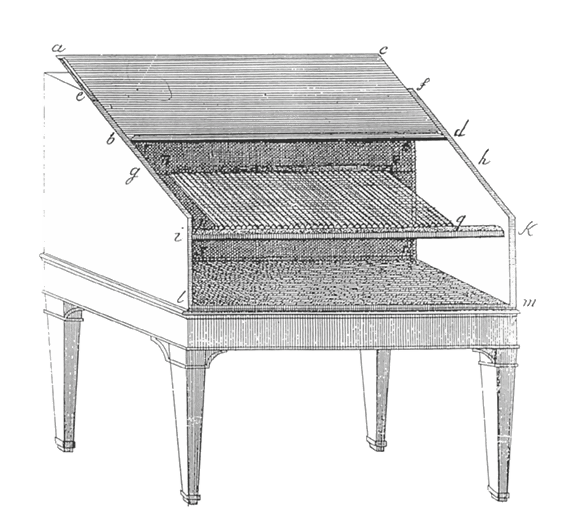
Euphon, technische Zeichnung von Ernst Chladni, um 1790

Das Euphon ist ein 1789/90 von Ernst Chladni entworfenes Musikinstrument. Es besteht aus Glasstäben, die durch Reiben mit nassen Fingern in Längsrichtung zum Schwingen gebracht werden. Diese regen ihrerseits angekoppelte Platten und Resonanzröhren zum Schwingen an, was den vollen, orgelähnlichen Ton des Instrumentes verursacht.
Es gab weitere Erfindungen derartiger Reibidiophone, die das Prinzip der Anregung von Stäben durch Reibung mit einer Übertragung der Schwingung auf Klangkörper abänderten oder ähnlich nutzten:
- 1799 das Clavicylinder, ebenfalls von Ernst Chladni
- das Melodikon (um 1800), weiterentwickelt von Franz Leppich
- das Chalybssonnans von Johann Christian Dietz (* 1804 in Emmerich; † 1888 in Paris)
- 1810 das Terpodion von Johann David Buschmann
- 1952 das Cristal Baschet, eine zeitgenössische Umsetzung des Euphons durch Bernard und François Baschet
- 1985 das Verrophon von Sascha Reckert